# Kavče
Kavče so naselje v Mestni občini Velenje. 	
Razloženo naselje na precej razčlenjenih rodovitnih goricah v povirju Ložnice, ki je bilo v zadnjih letih močno urbanizirano. Številne so nove enodružinske hiše, pravih kmetij – kljub dokaj ugodnim pogojem za sadjarstvo in vinogradništvo na prisojnih pobočjih – skoraj ni več. Na osojnih pobočjih in v številnih grapah prevladujejo mešani gozdovi. Naselje sestavljajo Spodnje in Zgornje Kavče ter zaselek Babja Klada. Pred razcepom  je kraj pripadal  Krajevni skupnosti Kavče Podkraj. Ime krajevne skupnosti se je spremenilo leta 2006 na referendumu o občinah. Takrat je kraj tudi postal samostojna krajevna skupnost.
Krajevna skupnost Kavče je dobila ime po Kavčini - vrsti vina, s katero je bil v preteklosti posejan ta del Šaleške doline.

## Zgodovina Krajevne Skupnost Kavče
Ime Kavče se je prvič omenilo leta 1370 v listini o poroštvu. Kopija dokumenta se nahaja v prostorih doma krajanov Kavče. Ime Kavče pa naj bi izviralo iz zvrsti vina Kavčina.